# Pugó del panís
El pugó del panís (Rhopalosiphum maidis) és una espècie oligòfaga d'hemípter esternorrinc de la família Aphididae, l'hoste principal del qual és el panís/dacsa/blat de moro (Zea mays).

## Morfologia
Com tots els pugons, el pugó del panís té forma ovalada, amb el cos moll i un parell de sifons que sobreeixien des del final del seu abdomen. Els individus àpters presenten un color que va des del verd oliva al verd blavós amb les antenes curtes i les potes negres, mentre que els alats varien del verd groguenc al verd fosc, sent el cap, el tòrax i els sifons negres. Es produeixen ambdues formes alades i sense ales. La seua longitud oscil·la entre 1,5 i 2,5 mm. Les nimfes es pareixen als adults, només que més menuts. Aquesta espècie és polimorfa, a causa de la seua ampla distribució, així com de les seues possibles plantes hoste. El nombre cromosòmic és 2n = 8/10.

## Ecologia
El pugó del panís és originari d'Àsia. S'han estès pràcticament arreu del món, incloent la regió neàrtica, Etiòpia, Austràlia i al neotròpic, així com algunes illes, inclosa Hawaii. Està molt estès entre als EUA, Mèxic, l'Orient Mitjà i Europa, així com la meitat meridional del Canadà, Àsia i algunes parts d'Àfrica.
Aquesta espècie és hemimetàbola. Les femelles pareixen les cries partenogenètiques vives. Les nimfes passen per quatre instints nimfals, cada estadi dura uns dos dies fins que es converteixen en adults. El temps des del naixement fins a la maduració pot ser tan ràpid com de 7 a 8 dies. La velocitat de desenvolupament és directament proporcional a la temperatura, i es reprodueixen únicament per partenogènesi. Les formes sexuals d'aquest pugó només s'han trobat en algunes poblacions hostes específics del cirer bord de l'Himalaia (Prunus cornuta) al Pakistan. Els mascles es produeixen ocasionalment en altres colònies, però no copulen.
La fecunditat de les femelles varia d'acord amb la temperatura, les temperatures òptimes estan entre 20 i 25º C. Una sola femella pot arribar a produir entre 5 i 75 individus al llarg de la seua vida. La densitat de població de la colònia i la taxa de partenogènesi solen presentar els seus valors més alts durant l'època de major creixement de la planta hoste, variarà depenent de la regió, però mai superen les 12 generacions. Les femelles pareixen la seua descendència viva, la qual cosa probablement comporta una important inversió d'energia. Com que aquest àfid viu en grans colònies, les nimfes s'uneixen immediatament a la colònia. Les progenitores poden entrar en contacte aquestes, però probablement no hi haurà més atenció parental després del naixement. La vida mitjana d'un pugó del panís va des d'unes poques setmanes a una mica més d'un mes, més llarga com major siga la temperatura.

### Plantes hoste
S'alimenta dels líquids del floema. Utilitza el seu estilet per a perforar els feixos conductors i xuclar la saba. Aquesta espècie és polífaga i té moltes espècies vegetals de les quals nodrir-se. El seu amfitrió més rellevant és el panís (Zea mays), d'ací el seu nom vulgar. També s'alimenten de sorgo (Sorghum bicolor), ordi (Hordeum vulgare), avena (Avena sp.), blat (Triticum durum) i altres plantes pertanyents a les famílies de les poàcies, ciperàcies i tifàcies. La seua alimentació sol causar deformació foliar i l'esterilització floral.

### Depredadors
Generalment els àfids tenen molts depredadors, entre els quals destaquen: coccinèl·lids, crisòpids, sírfids, aràcnids i aus.

### Comunicació i percepció
Els àfids visualitzen visualment el seu entorn i altres elements específics i mostren preferència per les superfícies grogues. En presència d'un depredador, els pugons produeixen una feromona d'alarma que alerta als que són al voltant, i normalment provoca algun tipus de comportament evasiu, com ara allunyar-se o abandonar la planta hoste. També poden detectar productes químics específics de les plantes hoste. Atès que aquesta espècie no és un herbívor específic d'una espècie, la detecció de substàncies químiques no pot ser tan important a l'hora de trobar plantes per a l'alimentació. Per contra, aquest pugó pot detectar quan una planta està danyada i evitarà alimentar-se d'aquesta. Quan el panís està malalt o feble emet un compost volàtil idèntic a la feromona d'alarma del pugó, així evita que els àfids s'apropen i evita més danys.

## Implicacions agronòmiques
El pugó del panís és una de les espècies potencialment plaga dels cereals a les regions temperades i tropicals. S'alimenten de molts cultius importants com el panís, el blat, l'ordi i l'avena. En gran nombre, aquests pugons causen danys per l'alimentació, i poden produir copioses quantitats de mel de melada. També són un vector significatiu de moltes malalties vegetals, incloent el virus del nanisme groc de l'ordi (BYDV), el virus del clapat plomós del moniato (SPFMV), el virus de la fulla roja del mill (MRLV), el virus del mosaic de la canya de sucre (SCMV) i el virus del nanisme i mosaic del panís (MDMV). Hi ha hagut molta investigació sobre els mètodes de control i insecticides més efectius, així com sobre el desenvolupament de cultius genèticament resistents.